# Dutch Open 2023
Die Dutch Open 2023 im Badminton fanden vom 11. bis zum 15. Oktober 2023 im Maaspoort Sports & Events in ’s-Hertogenbosch statt.

## Sieger und Platzierte
| Disziplin    | Gold                               | Silber                               | Bronze                                  |
| ------------ | ---------------------------------- | ------------------------------------ | --------------------------------------- |
| Herreneinzel | Victor Svendsen                    | Karan Rajan Rajarajan                | Danylo Bosniuk                          |
| Herreneinzel | Victor Svendsen                    | Karan Rajan Rajarajan                | Ade Resky Dwicahyo                      |
| Dameneinzel  | Julie Dawall Jakobsen              | Imad Farooqui Samiya                 | Léonice Huet                            |
| Dameneinzel  | Julie Dawall Jakobsen              | Imad Farooqui Samiya                 | Qi Xuefei                               |
| Herrendoppel | Rory Easton Zach Russ              | Callum Hemming Ethan van Leeuwen     | William Kryger Boe Christian Faust Kjær |
| Herrendoppel | Rory Easton Zach Russ              | Callum Hemming Ethan van Leeuwen     | Ruben Jille Julien Maio                 |
| Damendoppel  | Debora Jille Cheryl Seinen         | Julie Finne-Ipsen Mai Surrow         | Bengisu Erçetin Nazlıcan Inci           |
| Damendoppel  | Debora Jille Cheryl Seinen         | Julie Finne-Ipsen Mai Surrow         | Lizzie Tolman Estelle van Leeuwen       |
| Mixed        | Callum Hemming Estelle van Leeuwen | Rasmus Espersen Amalie Cecilie Kudsk | Andy Buijk Kelly van Buiten             |
| Mixed        | Callum Hemming Estelle van Leeuwen | Rasmus Espersen Amalie Cecilie Kudsk | Ties van der Lecq Alyssa Tirtosentono   |